# Cryptostylis erecta
Cryptostylis erecta är en orkidéart som beskrevs av Robert Brown. Cryptostylis erecta ingår i släktet Cryptostylis, och familjen orkidéer. Inga underarter finns listade i Catalogue of Life.

## Bildgalleri

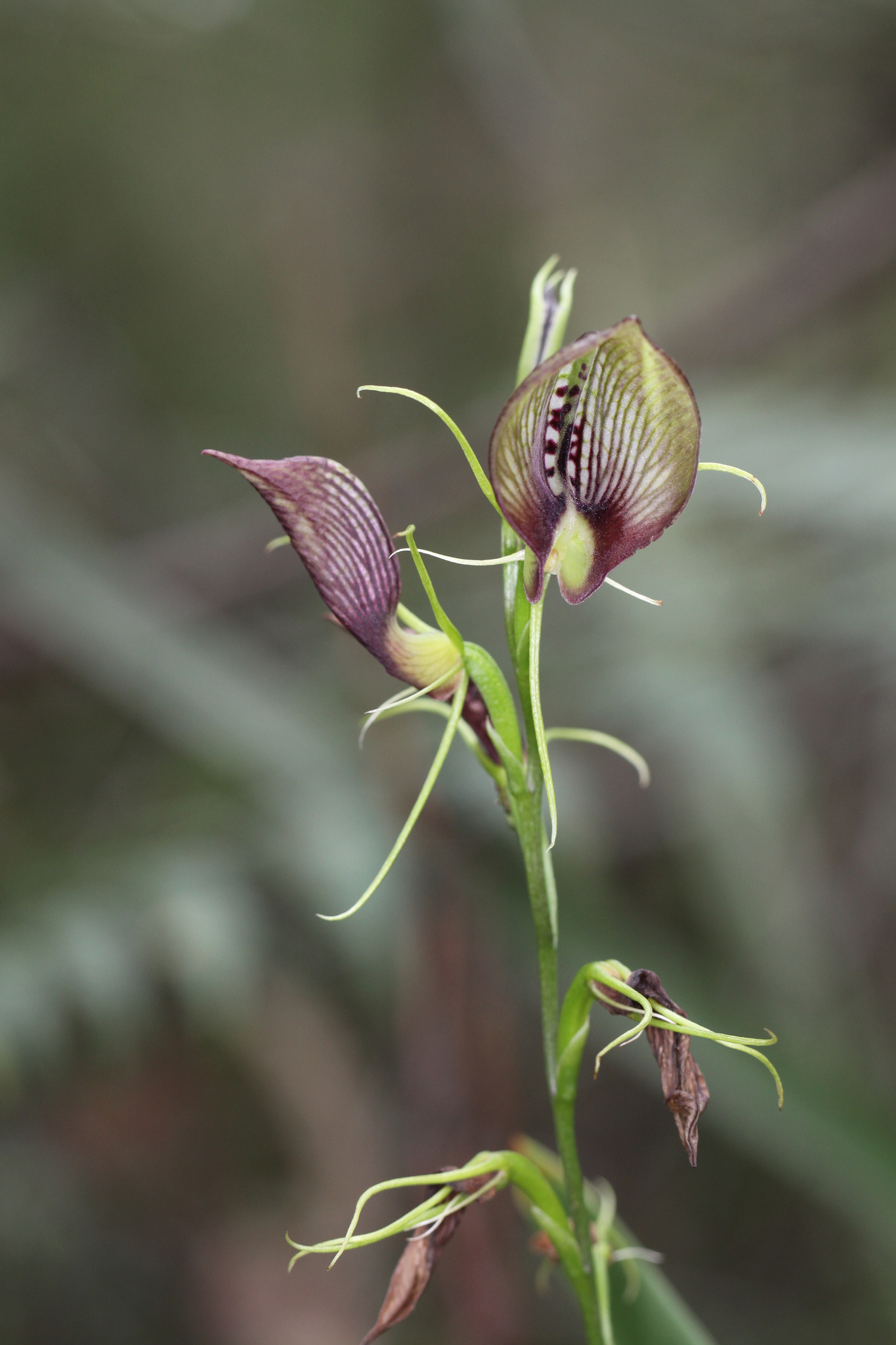
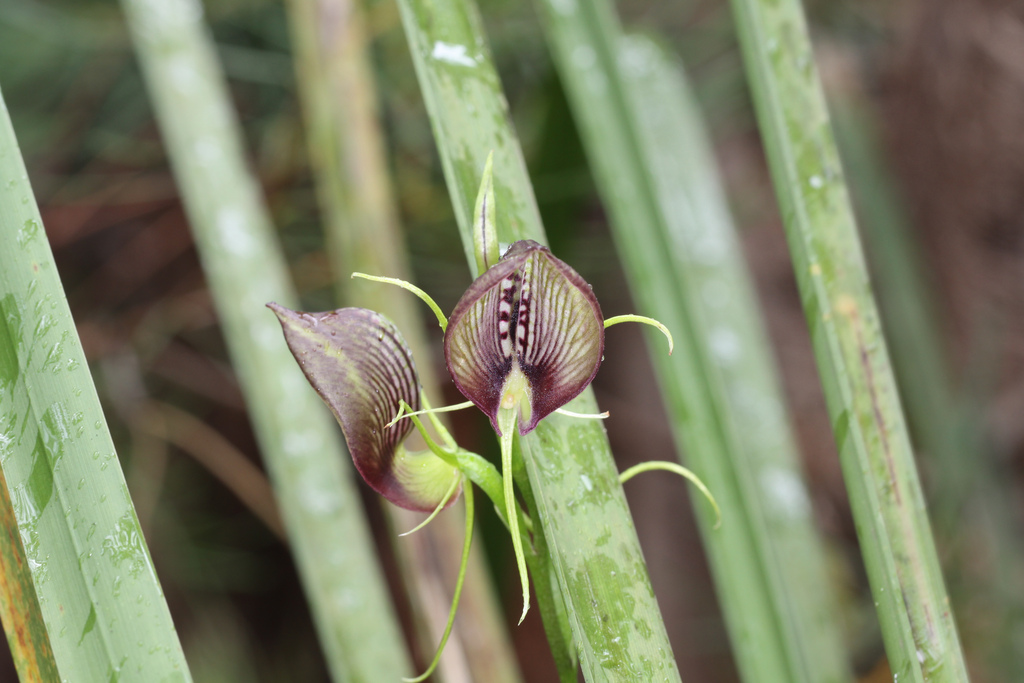